# كفر درويش
قرية كفر درويش هي إحدى القرى التابعة لمركز الفشن في محافظة بني سويف في جمهورية مصر العربية. حسب إحصاءات سنة 2006، بلغ إجمالي السكان في كفر درويش 6124 نسمة، منهم 3052 رجل و3072 امرأة.